# Judd Apatow
Judd Apatow (/æpətaʊ/; Flushing, Nueva York; 6 de diciembre de 1967) es un realizador y comediante estadounidense. Es el fundador de Apatow Productions, productora a través de la cual produjo y desarrolló la serie de televisión Freaks and Geeks, Undeclared, Girls, Love, and Crashing y dirigió las películas The 40-Old-Old Virgin (2005), Knocked Up (2007), Funny People (2009), This Is 40 (2012), Trainwreck (2015), May It Last: A Portrait of the Avett Brothers (2017) y The Zen Diaries of Garry Shandling (2018). 
El trabajo de Apatow ha ganado numerosos premios, entre ellos el Primetime Emmy Award, el Creative Arts Emmy Award, Hollywood Comedy Award y el AFI Award for Bridesmaids (2011). Sus películas también han sido nominadas para los Premios Grammy, Premios PGA, Premios Golden Globe y Premios de la Academia.  
Estas son algunas de las películas que ha producido The Cable Guy (1996), Anchorman: The Legend of Ron Burgundy (2004), Talladega Nights: The Ballad of Ricky Bobby (2006), Superbad (2007), Forgetting Sarah Marshall (2008), Step Brothers (2008), Pineapple Express (2008), Get Him to the Greek (2010), Bridesmaids (2011), Wanderlust (2012), The Five-Year Engagement (2012), Begin Again (2013), Anchorman 2: The Legend Continues (2013), Popstar: Never Stop Never Stopping (2016), The Big Sick (2017) y Juliet, Naked (2018).

## Temprana edad y educación
Judd Apatow nació en Flushing, Queens, y se crio en Syosset, Nueva York.  Su madre, Tamara "Tami" (née Shad), trabajó principalmente administrando sellos discográficos fundados por su padre y su abuelo, productor musical y propietario del sello discográfico Bob Shad. Produjo el primer álbum de Big Brother and the Holding Company (con Janis Joplin) y trabajó con los gigantes de la música Charlie Parker, Dizzy Gillespie, Sarah Vaughn, Dinah Wilson y Janis Joplin. Su padre, Maury Apatow, era un desarrollador de bienes raíces.
Su familia es judía, "pero no religiosa". Apatow tiene un hermano mayor, Robert, y una hermana menor, Mia. Su abuela materna, Molly, coprotagonizó su película This Is 40 (interpretando a la abuela del personaje de Paul Rudd).
Cuando Apatow tenía doce años, sus padres se divorciaron. Robert se fue a vivir con sus abuelos maternos, y Mia se fue a vivir con su madre. De niño, Apatow vivió principalmente con su padre y visitaba a su madre los fines de semana. La madre de Apatow pasó un verano trabajando en un club de comedia, que es donde Judd fue expuesto por primera vez al stand-up
Apatow estaba obsesionado con la comedia desde que era un niño; sus héroes de la infancia fueron Steve Martin, Bill Cosby y los Hermanos Marx. Apatow comenzó a lavar platos en el Long Island East Side Comedy Club, y mientras asistía a Syosset High School, tocó jazz y organizó un programa llamado Comedy Club en la estación de radio WKWZ en la escuela, que creó como una forma de conocer y aprender de los comediantes que admiraba. Llamó a los comediantes que admiraba durante este tiempo, y logró entrevistar a Steve Allen, Howard Stern, Harold Ramis y John Candy, junto con comediantes emergentes como Jerry Seinfeld, Steven Wright y Garry Shandling.

## Carrera

### 1985-2003: Stand-up, trabajo temprano en cine y televisión.
Apatow comenzó a realizar stand-up comedy a la edad de 17 años, durante su último año de escuela secundaria. En el número de septiembre de 1985 de Laugh Factory Magazine, aparece como Editor Asociado.  Después de graduarse de la escuela secundaria en 1985, se mudó a Los Ángeles y se inscribió en el programa de escritura de guiones en la Universidad del Sur de California. Durante su estadía en la USC, organizó y organizó una serie de eventos "Comedy Night" en el campus, con artistas principales como el actor de Saturday Night Live Kevin Nealon.  Apatow presentó los actos en estos eventos con breves rutinas de stand-up comedy propias. También comenzó a ofrecerse como voluntario en (y luego a producir) conciertos benéficos para Comic Relief de HBO, y actuó y se presentó en el Improv en Hollywood.  Abandonó la universidad durante su segundo año y luego se mudó a un apartamento con el comediante Adam Sandler, a quien conoció en el Improv.  Compitió en la búsqueda de comedia Johnnie Walker en 1989 dirigida por el productor de cortometrajes Saturday Night Live, Neal Marshad.
Poco después, el mánager Jimmy Miller presentó a Apatow a Garry Shandling, lo que dio como resultado que Apatow fuera contratado como escritor para los premios Grammy 1991, que Shandling organizó.  Luego coprodujo especiales de comedia de Roseanne Arnold, Tom Arnold y Jim Carrey.  En 1992, Apatow apareció en el 15º anual de Young Comedians Special HBO y, poco después, cocreó y fue productor ejecutivo de The Ben Stiller Show para Fox.  Apatow había conocido a Stiller en el exterior de un concierto de Elvis Costello en 1990, y se hicieron amigos.  A pesar de la aclamación de la crítica y un Premio Emmy para Apatow y el resto del personal de redacción, Fox canceló el programa en 1993.
Apatow se unió a The Larry Sanders Show de HBO en 1993 como escritor y productor consultor, y más tarde se desempeñó como coproductor ejecutivo y director de un episodio durante la temporada final del programa en 1998.  Él le da crédito a Shandling como su mentor por influir en él para escribir comedia que es más motivada por los personajes.  Apatow obtuvo seis nominaciones al Emmy por su trabajo en Larry Sanders.  Durante este mismo tiempo, trabajó como productor consultor y escritor de personal para el show animado The Critic, protagonizada por Jon Lovitz.
En 1995, Apatow coescribió (con Steve Brill) el largometraje Heavyweights. Aproximadamente al mismo tiempo, Apatow fue contratado para producir y hacer una reescritura no acreditada del guion de la película The Cable Guy, que se lanzó en 1996 para revisiones mixtas.  Fue durante la preproducción de la película que Apatow conoció a su futura esposa, la actriz Leslie Mann. Apatow volvió a escribir sin acreditar en otras dos películas de Jim Carrey: Liar, Liar y Bruce Almighty.  Su siguiente guion se tituló "Haciendo enmiendas", al que Owen Wilson se unió a la estrella como un hombre de Alcohólicos Anónimos que decide pedir disculpas a todos los que ha lastimado. Sin embargo, la película nunca se hizo.  Apatow hizo reescrituras no acreditadas de las películas de Adam Sandler, Happy Gilmore y The Wedding Singer.  También apareció en cuatro canciones del álbum de comedia de Sandler de 1996 "What the Hell Happened to Me?"
En 1999, Apatow creó a Sick in the Head, un piloto de varias cámaras con David Krumholtz como psiquiatra en su primer día en el trabajo, Amy Poehler como paciente suicida, y Kevin Corrigan como el compañero de cuarto de Krumholtz.  El programa no fue recogido por Fox, que liberó a Apatow para que se desempeñara como productor ejecutivo de la galardonada serie Freaks and Geeks, que debutó en 1999. También escribió y dirigió varios episodios de la serie.  Después de su cancelación, Apatow fue el productor ejecutivo y creador de la serie Undeclared, que reutilizó a Seth Rogen en el reparto principal y a otros miembros del elenco de Freaks y Geeks en papeles recurrentes.  Aunque ambos programas se cancelaron rápidamente, la crítica de medios de USA Today Susan Wloszczyna calificó a los programas como "dos de las series de televisión más aclamadas que jamás hayan durado una sola temporada".
En 2001, Apatow creó North Hollywood, un piloto suyo que presentaba a Jason Segel, Kevin Hart, Seth Rogen, Phil Hendrie y el juez Reinhold (interpretándose a sí mismo).  El piloto no fue recogido por ABC.  En 2002, coescribió (con Brent Forrester) un piloto de Fox titulado Life on Parole, protagonizada por David Herman como un oficial de libertad condicional insatisfecho cuyo compañero de cuarto es uno de sus parolees; no fue recogido Apatow los proyectó y los presentó en "The Other Network", un festival de pilotos de televisión emitidos por Un-Cabaret.

### 2004–2008:Virgen a los 40 años, actuación y producción.
En 2004, Apatow produjo la comedia de la película Anchorman: The Legend of Ron Burgundy, protagonizada por Will Ferrell y dirigida por Adam McKay. La película fue un éxito de taquilla.  Apatow coprodujo la secuela de 2013, Anchorman 2: The Legend Continues.  Hizo su debut como director en el 2005 con la comedia The 40-Old-Old Virgin, que también coescribió con la estrella de la película, Steve Carell, para Universal Pictures. La película se estrenó en el número uno de la taquilla y recaudó más de $ 175 millones a nivel mundial.  La comedia obtuvo numerosos premios y nominaciones, incluyendo ser nombrada como una de las Mejores Películas del Año de AFI, así como llevarse a casa la Mejor Película de Comedia en la 11.ª edición anual de los Premios Critics 'Choice. Virgin, de 40 años, también ganó una nominación a Apatow como Mejor Guion Original del Writers Guild of America y recibió cuatro nominaciones al MTV Movie Award, incluida una victoria para Carell por Mejor actuación cómica.  En 2005, Apatow coescribió junto a Nicholas Stoller el largometraje de comedia Fun with Dick and Jane, protagonizada por Jim Carrey y Téa Leoni. La película llegó a recaudar $ 202 millones en todo el mundo.
Su segunda película, la comedia romántica Knocked Up, se estrenó en junio de 2007 con gran éxito de crítica.  Apatow escribió el borrador inicial de la película en el set de Talladega Nights. La historia se refiere a un vago y una personalidad de los medios (Rogen y Heigl, respectivamente) cuya aventura de una noche resulta en un embarazo no planeado. Además de ser un éxito crítico, la película también fue un éxito comercial, continuando con el nuevo éxito generalizado de Apatow. 

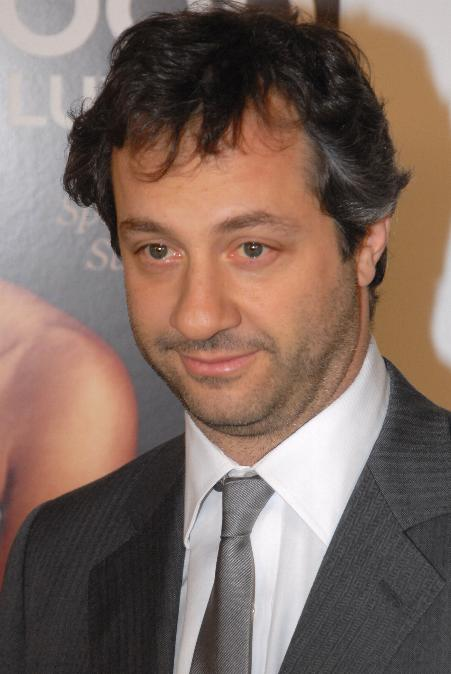
Apatow en 2007

En agosto de 2007, Apatow produjo la película Superbad, que fue escrita por Seth Rogen y su socio de escritura Evan Goldberg. Un concepto que Rogen y Goldberg habían creado cuando eran adolescentes, Apatow convenció a Rogen para que escribiera la película como un vehículo para él mismo en 2000.  Rogen y Goldberg terminaron de escribir la película, pero no pudieron encontrar un estudio interesado en producirla.  Apatow luego reclutó a Rogen y Goldberg para que escribieran Pineapple Express, una película de acción stoner que a su juicio sería más comercial. Después del éxito de Anchorman y The 40-Old-Virgin, Apatow todavía no podía vender ni Superbad ni Pineapple Express; Fue solo después de que él produjo el éxito comercial Talladega Nights que Sony Pictures Entertainment decidió producir ambos.
En este punto, Rogen no podía jugar el papel principal de Superbad, ya que había envejecido demasiado para interpretar el papel de Seth.  Posteriormente, se le asignó un papel secundario, ya que un oficial de policía y amigo Jonah Hill asumió su papel de estudiante de secundaria.  Apatow le da crédito a Rogen por influir en él para que su trabajo sea más "indignamente sucio".
En agosto de 2007, Superbad abrió en el primer puesto de la taquilla con gran éxito de crítica, recaudando $ 33 millones en su primer fin de semana.  Los expertos de la industria afirmaron que Apatow ahora era una marca para sí mismo, creando películas dirigidas a audiencias más antiguas, que verían sus películas incluso cuando las películas se adentraban en el género de los adolescentes.
Apatow se desempeñó como productor y coautor junto con el director Jake Kasdan para la parodia biográfica Walk Hard, protagonizada por John C. Reilly, Kristen Wiig y Jenna Fischer, que se estrenó en diciembre de 2007.  Si bien la película recibió críticas positivas, lo hizo mal comercialmente.  En 2008, se desempeñó como productor de Drillbit Taylor, protagonizada por Owen Wilson y Leslie Mann y escrita por Seth Rogen, que se inauguró en marzo y obtuvo críticas negativas.
Para el resto de 2008, Apatow produjo las películas de comedia Forgetting Sarah Marshall, protagonizadas por Jason Segel y Kristen Bell; Step Brothers, que reúne a los coestrellas de Talladega Nights, Will Ferrell y John C. Reilly; y Pineapple Express, protagonizada por Seth Rogen y James Franco, quienes originalmente protagonizaron Freaks and Geeks. Además, fue coautor de la película de comedia de Adam Sandler, You Don't Mess with the Zohan, que Sandler y Robert Smigel también escribieron y ganaron $ 199 millones en la taquilla mundial.
Trata de mantener un presupuesto bajo en sus proyectos y generalmente hace sus películas sobre el trabajo en sí mismo en lugar de usar grandes estrellas.  Después de su éxito en el cine, contrató a todo el equipo de escritores de Undeclared para escribir películas para Apatow Productions.  Nunca despide a escritores y los mantiene en proyectos a través de todas las etapas de las producciones, conocidas coloquialmente como "la rueda de la comedia". Apatow no está comprometido con ningún estudio específico, pero sus proyectos normalmente se configuran en Universal y Sony, y en 2009 Variety informó que Universal lo había firmado para un contrato de dirección de 3 imágenes.  Apatow una vez prometió incluir un pene en cada una de sus películas.  Explicó su posición como: "Me gustan las películas que son, ya sabes, alentadoras y esperanzadoras... ¡y me gusta la inmundicia!"

### 2009-2015:Funny People,esto es 40yTrainwreck

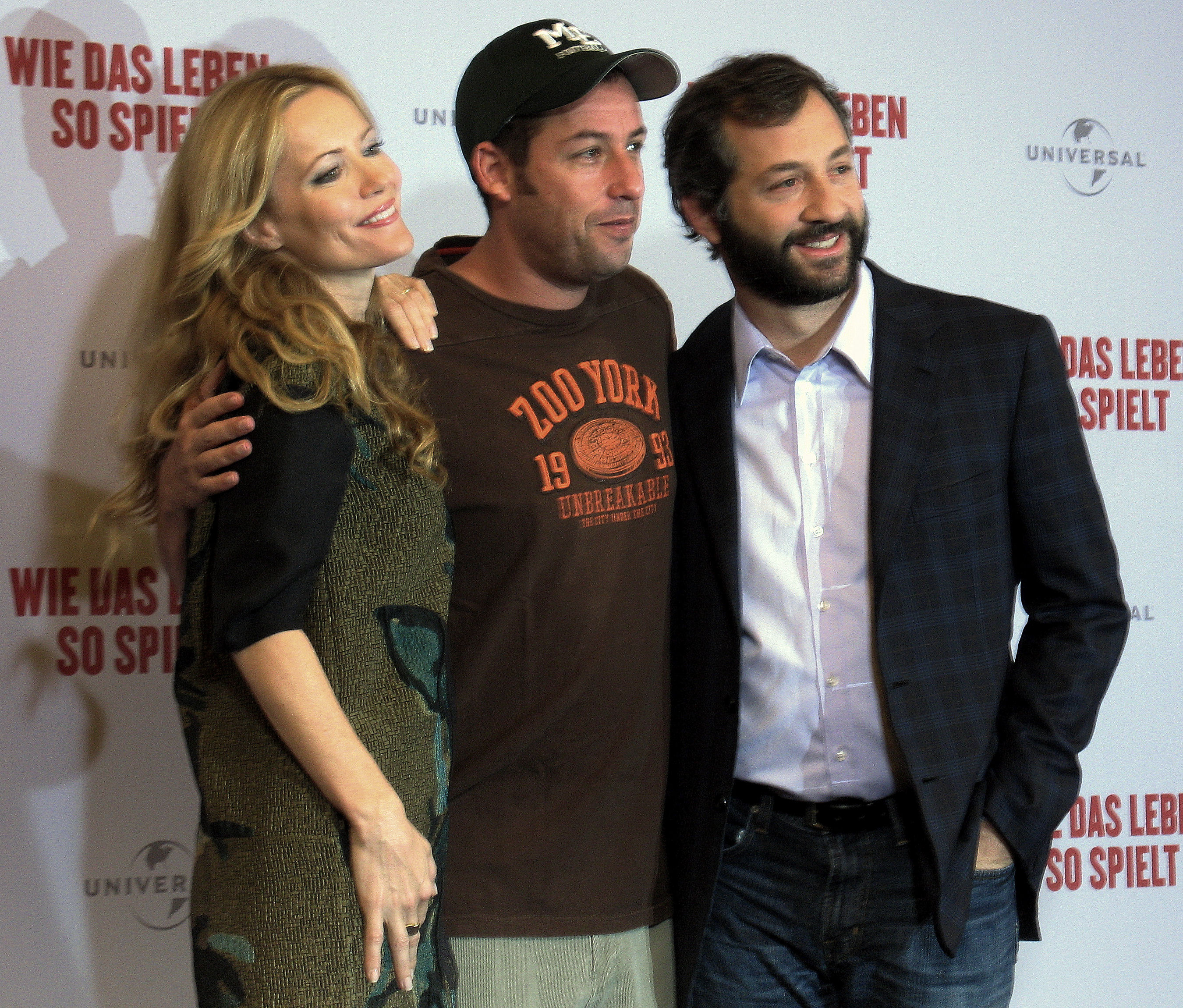
Apatow (derecha) con Leslie Mann y Adam Sandler en Berlín (2009)

En 2009, Apatow se desempeñó como productor de la película de comedia bíblica Año uno; La película no fue bien recibida. También lanzó su tercera película como director el 31 de julio de ese mismo año, titulada Funny People.  Apatow escribió la película, protagonizada por Adam Sandler y Seth Rogen como un par de comediantes, uno de los cuales tiene una enfermedad terminal. Otras coestrellas incluyeron a su esposa Leslie Mann y Eric Bana, quien fue actor cómico en Australia antes de aparecer en películas estadounidenses. La película contenía elementos más dramáticos que los esfuerzos de dirección anteriores de Apatow.  Aunque la película no tuvo éxito financiero (recaudando $ 54 millones a nivel nacional), la recepción crítica fue principalmente positiva, con David Denby de la revista New Yorker Magazine que incluye la película en sus diez mejores películas de 2009, calificando a Funny People "una comedia seria sobre Un hombre divertido a punto de morir "y declara que la película" es la película más rica y complicada de Apatow hasta el momento: un resumen de sus sentimientos sobre la comedia y su relación con el resto de la existencia". El crítico del New York Times, AO Scott, reflexionando sobre las películas de verano de 2009, opinó que Funny People era "una película sobre crecer, sentirse triste, enfrentar la muerte, una película larga y seria cuyo tema es el desafío de la madurez".  Lo que puede ser la razón, debido a un suave fin de semana de apertura, varios intérpretes de los datos de taquilla se apresuraron a declarar a Funny People un fracaso.  El verano no es tiempo para adultos ".
En 2010, Apatow se desempeñó como productor en la escisión de Forgetting Sarah Marshall Get Him to the Greek, con Russell Brand retomando su papel y Jonah Hill regresando de la película original, aunque como un personaje diferente.  Lanzada por Universal, la película tuvo un buen desempeño en taquilla, recaudando más de 60 millones de dólares.  En 2011, Apatow produjo la comedia femenina con la clasificación R más exitosa de todas las épocas, Bridesmaids, que recibió nominaciones al Oscar como Mejor Actriz de Reparto (Melissa McCarthy) y Mejor Guion Original (Annie Mumolo y Kristen Wiig), así como dos Nominaciones al Golden Globe Award y dos nominaciones al Screen Actors Guild Award. Bridesmaids también ganó el premio Critics Choice Movie Award a la Mejor película de comedia, el People's Choice Award por Favorite Comedy Movie y fue nombrada una de las películas del año de AFI.  Ese mismo año, produjo Girls después de ver la película de Lena Dunham en 2010, Tiny Furniture.  En una entrevista de enero de 2013 en Fast Company, Apatow y Dunham discutieron el proceso creativo de trabajar en el programa, diciendo que "este tipo de programa es la visión de un autor.  No es colaborativo de la misma manera que otros programas.  Probablemente estemos más cerca de Curb Your Enthusiasm que de amigos como".
Apatow produjo Wanderlust (2012), protagonizada por Jennifer Aniston y Paul Rudd como una pareja casada que deja la ciudad de Nueva York y vive en una comunidad hippie.  También produjo The Five-Year Engagement (2012), con Jason Segel y Emily Blunt como una pareja que tiene un compromiso de cinco años.
El cuarto esfuerzo como director de Apatow, el spin-off Knocked Up This Is 40, fue lanzado por Universal Pictures el 21 de diciembre de 2012, protagonizada por Paul Rudd y Leslie Mann como los personajes Pete y Debbie (que repiten sus papeles de Knocked Up) y tenían música original. por Graham Parker y The Rumor (que juegan ellos mismos).  La película recibió reacciones positivas en su mayoría de los críticos, con The New Yorker ' Richard Brody escribiendo que esto es 40 es "la materia de la vida, y fluye como la vida, y, como la vida, sería bueno para que dure más tiempo."
En 2012, Entertainment Weekly informó que 22 años después de escribir un episodio de The Simpsons, el guion de Apatow (Bart's New Friend) se estaba convirtiendo en un episodio que se emitiría en 2015.  Apatow coprodujo Anchorman 2: The Legend Continues, que se lanzó el 18 de diciembre de 2013, con la trama centrada en "la lucha de Ron Burgundy para encontrar su lugar en el auge de los nuevos medios y el ciclo de noticias de 24 horas".  Apatow produjo Begin Again (2013), protagonizada por Keira Knightley, quien interpreta a una cantante y compositora que es descubierta por un ejecutivo de sello discográfico con problemas (interpretado por Mark Ruffalo) y colabora con él para producir un álbum grabado en lugares públicos en toda la ciudad de Nueva York.  El guionista y director John Carney lanzó la película por primera vez en 2010 a Apatow, quien la produjo junto a Tobin Armbrust y Anthony Bregman, cuya compañía de producción, Exclusive Media, financió el presupuesto de US $ 8 millones de la película.
El quinto largometraje de Apatow fue la comedia romántica de 2015 titulada Trainwreck. Amy Schumer escribió y protagonizó la película como "un caso perdido que intenta reconstruir su vida" al intentar comprometerse en una relación seria con un médico deportivo (Bill Hader), después de una serie de aventuras de una noche con diferentes hombres.  Christopher Orr, del Atlantic, opinó que "esta es una película que no pertenece a su director, sino a su estrella, que, si hay algo de justicia en el mundo, está a punto de ascender del ícono del culto al fenómeno de las masas". A pesar de una recepción positiva por parte de los críticos, la crítica de Lisa Schwarzbaum en Time fue menos positiva: "En el camino de la mayoría de las películas de Apatow, Trainwreck es demasiado largo, demasiado peludo y demasiado conservador al insistir en que todo está plaza en el amor y la guerra".  La película recibió un 85% en Rotten Tomatoes.  Producido con un presupuesto de $ 35 millones, Trainwreck recaudó $ 140.8 millones en todo el mundo.
En noviembre de 2017, Apatow volvió a ponerse de pie después de una larga pausa para encabezar un espectáculo en el Carnegie Hall de la ciudad de Nueva York llamado Judd Apatow and Friends.  Anunció en Twitter que el programa beneficiaría a Everytown for Gun Safety, una organización sin fines de lucro fundada por Michael Bloomberg que aboga por el control de armas y contra la violencia armada.

### 2016 – presente
En 2016, creó la serie de comedia televisiva de Netflix, Love, en la que también actúa como escritor y productor ejecutivo.  La serie siguió a una joven pareja que navegaba las emociones y las agonías de las relaciones modernas, y corrió en Netflix durante tres temporadas.  Más tarde ese año, HBO recogió Crashing una serie de televisión semiautobiográfica que sigue a Pete Holmes mientras trata de convertirse en comediante después de que su esposa lo engañe.  Es solo con la ayuda de otros comediantes famosos (interpretando versiones ficticias de ellos mismos) que Pete puede aprender las cuerdas del mundo de la comedia.  La serie fue creada por el comediante Pete Holmes y producida por Apatow.  Se informó por primera vez en 2010 que Apatow produciría una nueva película de Pee-Wee Herman protagonizada por Paul Reubens que sería escrita por Rebuens y Paul Rust.  La película, Pee-wee's Big Holiday, fue estrenada por Netflix en marzo de 2016.
Apatow realizó su primera pieza documental en 2016, Doc y Darryl, que documenta la carrera y la relación de los jugadores de los New York Mets Dwight "Doc" Gooden y Darryl Strawberry.  Se emitió como parte de la serie de documentales deportivos 30 de ESPN en julio de 2016.
En 2017, produjo la comedia romántica The Big Sick.  La película es protagonizada por Kumail Nanjiani, un comediante que proviene de un trasfondo musulmán pakistaní que se enamora de una mujer estadounidense, basado en la esposa de la vida real de Nanjiani, Emily V. Gordon.  Producido con un presupuesto de 5 millones de dólares, recaudó $ 52.3 millones en todo el mundo.  Una reseña del New York Times describió la película como "una comedia romántica alegre y generosa que, a pesar de que gira en un terreno difícil, insiste en que debemos seguir riéndonos" al mismo tiempo que revitalizamos "el subgénero de comedia romántica a menudo moribundo con un verdadero historia de amor, muerte y la comedia cotidiana de ser un estadounidense del siglo XXI ".  En 2018, la película fue nominada para un Premio de la Academia en la categoría de Mejor Guion Original.  Además, ganó la Mejor Comedia en los Premios Critics 'Choice y recibió el Premio AFI Movies of the Year del American Film Institute.  La película también recibió dos nominaciones al Screen Actors Guild y una nominación al NAACP Image Award.  Apatow fue nominado para el Premio Darryl F. Zanuck a la Productora Destacada del premio Theatrical Motion Pictures otorgado por Producers Guild of America, junto con el socio productor Barry Mendel.
A principios de ese año, Apatow produjo el especial Suicidio de carrera de la comedia de HBO de Chris Gethard, un monólogo de una hora y media sobre la experiencia de Gethard con la depresión, la terapia y la búsqueda de cumplimiento.  El programa fue descrito como capaz de "articular emociones intensas y, a menudo, inefables", a la vez que sigue siendo "descaradamente franco... y lleno de grandes bromas".  En una reseña para el AV Club, Erik Adams escribió: "Hay la sensación de que en algún lugar, de alguna manera, alguien va a tropezar con el suicidio profesional, y eso hará que se sientan menos solos".
Apatow también protagonizó su primer especial de pie, Judd Apatow: The Return, en diciembre de 2017.  El especial se grabó durante el festival de comedia Just for Laughs en Montreal, Canadá, el pasado julio y se lanzó a través de Netflix.  Apatow también tuvo un papel secundario en The Disaster Artist (2017), que narra la realización de la película The Room El crítico de The New Yorker Richard Brody sintió que el papel era un "recordatorio" de que Apatow debería ser el protagonista de uno de sus propias películas  Junto con el documentalista Michael Bonfiglio, Apatow codirigió el documental May It Last: A Portrait Of The Avett Brothers, que narra la creación del álbum de la banda titulada True Sadness.  Se emitió en HBO en enero de 2018 y más tarde ganó el Premio SXSW a la audiencia en el festival de cine SXSW.
Más tarde, en 2018, dirigió otro documental de HBO, The Zen Diaries of Garry Shandling, explorando la vida y el legado del comediante Garry Shandling, uno de los ídolos de Apatow y un amigo cercano.  Después de editar juntos los paquetes de video para el servicio conmemorativo de Garry Shandling, Apatow se dio cuenta de que el material era digno de un documental completo.  David Bianculi, de NPR, calificó el documental como "un programa de televisión que afectó profundamente el significado de la vida, justo al final de la entrevista televisiva del mitólogo Joseph Campbell y el escritor británico Dennis Potter. En su comedia, Garry Shandling siempre estaba buscando la verdad y contemplando la vida real. Con este especial de dos partes de HBO, él y Judd Apatow lo lograron muy bien una última vez".  En septiembre de 2018, Apatow se llevó a casa el sobresaliente premio documental o de no ficción en los Creative Emmy Awards por su trabajo en el documental.

### Debate
En 2007, la revista de Nueva York notó que el ex asociado de Apatow, Mike White, estaba "desencantado" por las últimas películas de Apatow, "objetando el trato a las mujeres y los hombres homosexuales en las películas recientes de Apatow", diciendo de Knocked Up: "En algún momento comienza a sentirse como La comedia de los acosadores, más que los acosados".  En una entrevista muy publicitada de Vanity Fair, la actriz Katherine Heigl admitió que, aunque le gustaba trabajar con Apatow, le costaba mucho disfrutar de Knocked Up, calificando a la película de "un poco sexista", y dijo que la película "pinta a las mujeres como maleducadas, como sin humor y tenso".  En respuesta a las acusaciones de sexismo, Apatow le dijo a un entrevistador que los personajes de la película Knocked Up "a veces son sexistas... pero en realidad se trata de personas inmaduras que temen a las mujeres y las relaciones y aprenden a crecer".
Kristen Wiig, en un discurso en el que presentó a Apatow el Premio Herb Sargent a Comedy Excellence en febrero de 2012, dijo que era un "colaborador y partidario increíble" y en una entrevista en 2011 con Elle, la actriz de televisión y escritora Lena Dunham, quien colaboró a menudo con Apatow, dijo sobre su trabajo, "Knocked Up es realmente sobre el amor...  Sus películas tratan sobre personas que intentan acercarse a sí mismas. Es la pareja perfecta para una historia sobre tener 25 años, porque eso es lo que a todos los jóvenes de 25 años les interesa. Los otros problemas que encuentran: problemas de dinero, conflictos en el trabajo, no importan".
Alyssa Rosenberg de ThinkProgress elogió a Apatow por su enfoque "maravillosamente refrescante" de las mujeres y la comedia, y citó a Apatow diciendo que "me aburrí de los penes".  Dije, 'basta de eso'. No, solo me gusta la inmadurez, me gusta mostrar a la gente luchar y tratar de averiguar quiénes son. Soy un chico y así se inclinó chico por un tiempo.  Pero uno de los proyectos de los que estoy más orgulloso es Freaks and Geeks, que trata sobre una mujer en la escuela secundaria que lucha por descubrir a qué grupo quiere pertenecer, así que para mí, va y viene".

### Colaboradores recurrentes
Apatow ha trabajado con un grupo de actores de manera continua, incluidos Steve Carell, Paul Rudd, Seth Rogen, Jonah Hill y Jason Segel, y también tiende a trabajar con sus amigos cercanos.  Ha trabajado frecuentemente con los productores Shauna Robertson y Barry Mendel.  Hasta la fecha, Seth Rogen ha participado en ocho de los proyectos de Apatow, como actor, escritor y/o productor.  La esposa de Apatow, Leslie Mann, ha protagonizado cinco, Will Ferrell, cinco, Paul Rudd, nueve, Jonah Hill, siete y Jason Segel, cuatro (y dos).  Apatow ha producido cuatro proyectos escritos por Adam McKay y Will Ferrell.  La estrella de Saturday Night Live y Bridesmaids Kristen Wiig ha aparecido en cinco películas de Apatow y, junto con Mann, es la principal colaboradora femenina de Apatow.

## Vida personal
La Academia de Artes y Ciencias Cinematográficas rechazó su primera solicitud de membresía, a pesar de que fue patrocinado por los guionistas ganadores del Premio de la Academia Akiva Goldsman y Stephen Gaghan.  Se convirtió en miembro en 2008.

### Matrimonio e hijos

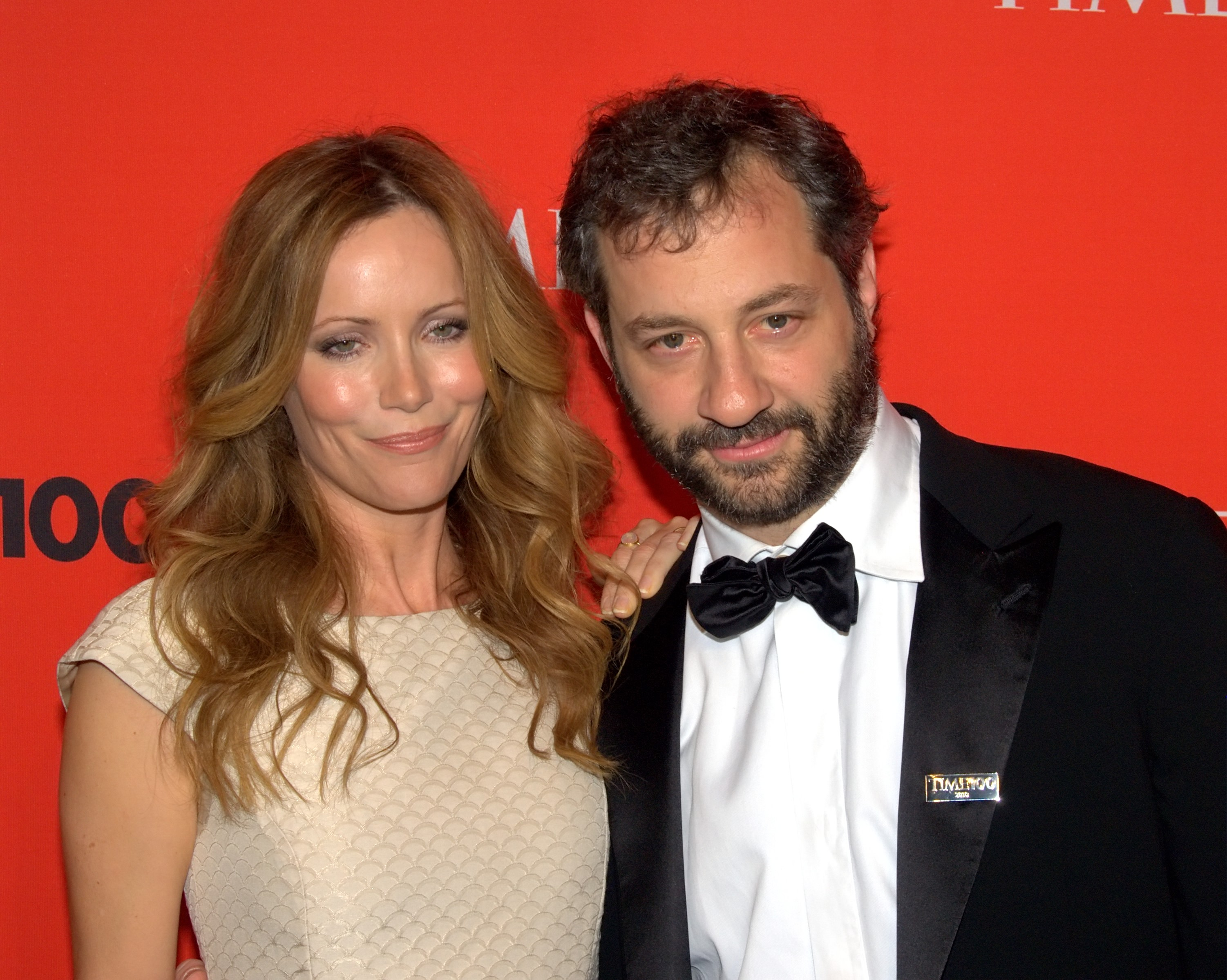
Apatow con su esposa, la actriz Leslie Mann

Apatow conoció a la actriz Leslie Mann en el set de la comedia de 1996, The Cable Guy, donde fue elegida como la novia del personaje de Matthew Broderick y Apatow fue la productora.  Se casaron el 9 de junio de 1997 en Los Ángeles y tienen dos hijas, Maude e Iris. Mann ha aparecido en Freaks and Geeks, The Virgin de 40 años, Knocked Up, Drillbit Taylor, Funny People y This Is 40.  Ambas hijas aparecieron en Knocked Up, gente divertida, y This Is 40, como las hijas de los personajes de Leslie Mann, y Maude fue nominado a los 34º Premios Young Artist a Mejor Actuación en una Película - actriz joven para esto es 40.
Apatow y su familia viven en Pacific Palisades, Los Ángeles.
El trabajo filantrópico de Apatow incluye el apoyo a la organización de alfabetización 826LA, el Programa de Investigación del Cáncer Pediátrico Bogart y el Centro de Investigación del Cáncer Infantil en el hospital infantil.  Editó el libro I Found This Funny publicado por McSweeneys para beneficiar a 826LA.  Además, el libro de Apatow, "Sick in the Head", en el que entrevista a íconos de comedia como Jerry Seinfeld y Jay Leno, benefició a la organización 826LA.
Judd también ha recibido varios premios de alto perfil por su defensa y apoyo a las mujeres en Hollywood, así como a las víctimas de agresión sexual. En 2015, fue honrado por la Fundación para el Tratamiento de la Violación, quien luego publicó una declaración sobre las contribuciones de Apatow, describiéndolo como "una voz poderosa para las verdades sobre la violación y un defensor del tratamiento respetuoso de las víctimas".
En 2017, a Apatow se le otorgó el Premio de la Declaración de Derechos de la ACLU, por ser “un defensor abierto e incansable en nombre de las mujeres en las artes.
Apatow se presenta regularmente en el Largo en el Coronet, un lugar de comedia en Los Ángeles, como parte de su serie Judd Apatow and Friends. Los invitados han incluido a Adam Sandler, Zach Galifianakis, Ryan Adams, Beck, David Spade, Garry Shandling y Jackson Browne. Cada espectáculo beneficia a una organización benéfica elegida por Apatow y organizaciones benéficas anteriores que incluyen el Hospital de Investigación para Niños St. Jude, 826LA y la Asociación de Alzheimer.

### Denuncias de hipocresía
Apatow se ha posicionado a la vanguardia de los movimientos en línea "#MeToo" y "#TimesUp", alentando a las presuntas víctimas a presentarse y también criticando duramente a las personas acusadas.  Apatow tuvo palabras fuertes para personas como Bill Cosby y quienes le dieron a Cosby una plataforma para seguir actuando y hablando. Sin embargo, ha sido criticado por mantenerse callado sobre las personas acusadas dentro de sus propios círculos, como James Franco, Lena Dunham y Garry Shandling.

## Premios
En 1993, fue uno de los escritores galardonados con un premio Emmy por "Destacado escrito para una variedad, música o programa de comedia" por su trabajo en The Ben Stiller Show en la 45a edición de los Primetime Emmy Awards. 
Durante su trabajo en el Show de Larry Sanders, Apatow fue nominado a cinco premios Emmy, así como también a un premio Critics 'Choice Television Award.  En 2007, fue nominado para un Grammy y un Globo de Oro por coescribir la canción "Walk Hard" (nominada a la Mejor Canción Escrita para Película).  El trabajo de Apatow también fue nominado para la serie de comedia sobresaliente en los Primetime Emmy para chicas de 2012 y 2013 y también fue nominado en los premios Critics 'Choice Television Awards for Girls.  En 2012, Apatow recibió el Hollywood Comedy Award en la 16a edición anual de los Hollywood Film Awards presentados por el Festival de Cine de Hollywood.  Además, en 2012, Apatow recibió el Premio Herb Sargent a la Excelencia en Comedia del Writers Guild East.
En las nominaciones a los Premios Critics Choice 2013 de la Broadcast Film Critics Association, la película de Apatow This Is 40 fue nominada a Mejor Comedia al igual que Leslie Mann y Paul Rudd por sus actuaciones en la película.  El 10 de enero de 2013, la Broadcast Film Critics Association otorgó a Apatow el premio Louis XIII Genius de Critics Choice, que recibió su nombre de un coñac.  El 3 de octubre de 2013, el Festival de Cine de San Diego le otorgó a Apatow el prestigioso premio Visionary Filmmaker Award.  El 12 de mayo de 2013, el programa de televisión Girls ganó un BAFTA al Mejor Programa Internacional.
Apatow ha sido nominado a tres premios Circuit Community Awards, una vez como mejor director de la película Knocked Up de 2007 y dos veces como mejor guion original de Knocked Up y The Virgin, de 40 años, por la cual compartió la nominación con estrellas y compañeros. El escritor Steve Carell.  Apatow también fue nominado para el Premio Writers Guild of America al Mejor Guion Original por su trabajo en The 40-Year Old Virgin, una nominación también compartida con Carell, y Knocked Up.
En 2015, Trainwreck, la película de Apatow, fue nominada a 2 Golden Globe Awards, incluida una nominación a Mejor Película - Musical o Comedia, la primera película dirigida por Apatow para lograr esta hazaña.  La película también fue nominada a 3 Critics 'Choice Movie Awards, incluyendo Best Comedy.
En 2016, Apatow recibió el Premio Generation en el festival de comedia Just for Laughs en Montreal por sus destacadas contribuciones a la comedia.  Apatow fue la segunda persona en recibir el premio, que anteriormente fue otorgado a Dave Chappelle.
En 2017, la Fundación SAG-AFTRA anunció que Apatow recibiría su Premio Patrón de los Artistas anual, que honra a los líderes de la industria que son campeones de las artes y cuya historia de fomentar la creatividad y crear oportunidades para los actores ha tenido un impacto positivo. Sobre la profesión de actor y las artes escénicas. En un comunicado de prensa que anunciaba el galardón, la Fundación SAG-AFTRA declaró que Apatow es "conocida por descubrir y cuidar a algunos de los actores y actrices cómicos más queridos de la televisión y el cine".  Los ganadores anteriores de los premios Patron of the Artists de la Fundación SAG-AFTRA son el director / escritor / productor Lee Daniels, la productora Megan Ellison y el director / productor Rob Marshall.  El primer documental de Apatow que codirigió con Michael Bonfiglio, 30 por 30: Doc y Darryl, que documentó la carrera y la relación de los jugadores de los Mets de Nueva York Dwight "Doc" Gooden y Darryl Strawberry, fue nominado para un Primetime Emmy en la categoría de Sobresaliente serie documental o no ficción.
En 2018, la película de Apatow, The Big Sick, recibió 15 nominaciones principales para la temporada de premios de 2018, incluida una nominación al Premio de la Academia al mejor guion original.  Además, ganó la Mejor Comedia en los Premios Critics 'Choice y recibió el Premio AFI Movies of the Year del American Film Institute.  La película también recibió dos nominaciones al Screen Actors Guild y una nominación al NAACP Image Award.  Apatow fue nominado para el Premio Darryl F. Zanuck como Mejor Productor del Theatrical Motion Pictures Award por el Producers Guild of America, junto con el productor Barry Mendel.  Más tarde, ese mismo año, puede durar: un retrato de los hermanos Avett, que Apatow codirigió junto con el documentalista Michael Bonfiglio, ganó el Premio del público SXSW en el Festival de Cine SXSW de 2018.

## Filmografía

### Película
| Year | Título                                        | Acreditado como | Acreditado como | Acreditado como | Acreditado como | Acreditado como                 | Observaciones             |
| Year | Título                                        | Director        | Productor       | Guionista       | Actor           | Personaje                       | Observaciones             |
| ---- | --------------------------------------------- | --------------- | --------------- | --------------- | --------------- | ------------------------------- | ------------------------- |
| 1992 | Crossing the Bridge                           | No              | Sí              | No              | No              |                                 |                           |
| 1995 | Heavyweights                                  | No              | Sí              | Sí              | Sí              | Homer                           |                           |
| 1996 | Happy Gilmore                                 | No              | No              | Sí              | No              |                                 | Reescritura no acreditada |
| 1996 | Celtic Pride                                  | No              | Sí              | Sí              | No              |                                 |                           |
| 1996 | The Cable Guy                                 | No              | Sí              | Sí              | No              |                                 | Reescritura no acreditada |
| 1997 | Liar Liar                                     | No              | No              | Sí              | No              |                                 | Reescritura no acreditada |
| 1998 | The Wedding Singer                            | No              | No              | Sí              | No              |                                 | Reescritura no acreditada |
| 2003 | Bruce Almighty                                | No              | No              | Sí              | No              |                                 | Reescritura no acreditada |
| 2004 | Anchorman: The Legend of Ron Burgundy         | No              | Sí              | No              | Sí              | Empleado de la emisora de radio |                           |
| 2005 | Kicking & Screaming                           | No              | Sí              | No              | No              |                                 |                           |
| 2005 | The 40-Year-Old Virgin                        | Sí              | Sí              | Sí              | No              |                                 |                           |
| 2005 | Fun with Dick and Jane                        | No              | No              | Sí              | No              |                                 |                           |
| 2006 | Talladega Nights: The Ballad of Ricky Bobby   | No              | Sí              | No              | No              |                                 |                           |
| 2007 | The TV Set                                    | No              | Sí              | No              | No              |                                 |                           |
| 2007 | Knocked Up                                    | Sí              | Sí              | Sí              | No              |                                 |                           |
| 2007 | Superbad                                      | No              | Sí              | No              | No              |                                 |                           |
| 2007 | Walk Hard: The Dewey Cox Story                | No              | Sí              | Sí              | No              |                                 |                           |
| 2008 | Drillbit Taylor                               | No              | Sí              | No              | No              |                                 |                           |
| 2008 | Forgetting Sarah Marshall                     | No              | Sí              | No              | No              |                                 |                           |
| 2008 | You Don't Mess with the Zohan                 | No              | No              | Sí              | No              |                                 |                           |
| 2008 | Step Brothers                                 | No              | Sí              | No              | No              |                                 |                           |
| 2008 | Pineapple Express                             | No              | Sí              | Story           | No              |                                 |                           |
| 2009 | Year One                                      | No              | Sí              | No              | No              |                                 |                           |
| 2009 | Funny People                                  | Sí              | Sí              | Sí              | No              |                                 |                           |
| 2010 | Get Him to the Greek                          | No              | Sí              | Sí              | No              |                                 |                           |
| 2011 | Bridesmaids                                   | No              | Sí              | No              | No              |                                 |                           |
| 2011 | Zookeeper                                     | No              | No              | No              | Sí              | Barry el elefante (voz)         |                           |
| 2012 | Wanderlust                                    | No              | Sí              | No              | No              |                                 |                           |
| 2012 | The Five-Year Engagement                      | No              | Sí              | No              | No              |                                 |                           |
| 2012 | This Is 40                                    | Sí              | Sí              | Sí              | No              |                                 |                           |
| 2013 | Begin Again                                   | No              | Sí              | No              | No              |                                 |                           |
| 2013 | Anchorman 2: The Legend Continues             | No              | Sí              | No              | No              |                                 |                           |
| 2015 | Trainwreck                                    | Sí              | Sí              | No              | No              |                                 |                           |
| 2016 | Pee-wee's Big Holiday                         | No              | Sí              | No              | No              |                                 |                           |
| 2016 | Popstar: Never Stop Never Stopping            | No              | Sí              | No              | Sí              | Fan                             | Cameo no acreditado       |
| 2017 | The Big Sick                                  | No              | Sí              | No              | No              |                                 |                           |
| 2017 | The Disaster Artist                           | No              | No              | No              | Sí              | Productor de Hollywood          | Cameo no acreditado       |
| 2017 | May It Last: A Portrait Of The Avett Brothers | Sí              | Sí              | No              | Sí              | Él mismo                        | Documental                |
| 2017 | Sandy Wexler                                  | No              | No              | No              | Sí              | Testimonial                     |                           |
| 2018 | The Zen Diaries of Garry Shandling            | Sí              | Sí              | No              | Sí              | Él mismo                        | Documental                |
| 2018 | Juliet, Naked                                 | No              | Sí              | No              | No              |                                 |                           |
| 2020 | The King of Staten Island                     | Sí              | Sí              | Sí              | No              |                                 |                           |
| 2022 | La burbuja                                    | Sí              | Sí              | Sí              | No              |                                 |                           |

### Televisión
| Año          | Título                                    | Acreditado como | Acreditado como | Acreditado como | Acreditado como | Acreditado como        | Observaciones                   |
| Año          | Título                                    | Director        | Productor       | Guionista       | Actor           | Personaje              | Observaciones                   |
| ------------ | ----------------------------------------- | --------------- | --------------- | --------------- | --------------- | ---------------------- | ------------------------------- |
| 1991         | Jim Carrey: Unnatural Act                 | No              | Sí              | No              | No              |                        | Comedy special                  |
| 1991         | Tom Arnold: The Naked Truth               | No              | Sí              | Sí              | No              |                        | Comedy special                  |
| 1992         | Roseanne Barr                             | No              | Sí              | No              | No              |                        | Comedy special                  |
| 1992         | Tom Arnold: The Naked Truth 2             | No              | Sí              | Sí              | No              |                        | Comedy special                  |
| 1992–1993    | The Ben Stiller Show                      | No              | Sí              | Sí              | Sí              | Foxy The Fox, Jay Leno | 13 episodios; también cocreador |
| 1993         | Tom Arnold: The Naked Truth 3             | No              | Sí              | Sí              | No              |                        | Comedy special                  |
| 1993–1998    | The Larry Sanders Show                    | Sí              | Sí              | Sí              | No              |                        | 76 episodios                    |
| 1994–1995    | The Critic                                | No              | Sí              | Sí              | Sí              | Jay Leno               | 21 episodios                    |
| 1995         | NewsRadio                                 | No              | No              | No              | Sí              | Goofy Ball             | Un episodio                     |
| 1999–2000    | Freaks and Geeks                          | Sí              | Sí              | Sí              | No              |                        | 18 episodios                    |
| 2001–2002    | Undeclared                                | Sí              | Sí              | Sí              | No              |                        | 17 episodios; también creador   |
| 2006         | Help Me Help You                          | No              | No              | No              | Sí              | Judd                   | Dos episodios                   |
| 2010–2011    | Funny or Die Presents                     | No              | Sí              | Sí              | No              |                        | 36 episodios; también cocreador |
| 2012–2017    | Girls                                     | No              | Sí              | Sí              | No              |                        | 62 episodios                    |
| 2014–2015    | The Simpsons                              | No              | No              | Sí              | Sí              | Él mismo (voz)         | Dos episodios                   |
| 2016         | Hannibal Buress: Hannibal Takes Edinburgh | No              | Sí              | No              | No              |                        | Documental                      |
| 2016         | 30 for 30                                 | Sí              | Sí              | No              | No              |                        | Un episodio                     |
| 2016         | Pete Holmes: Faces And Sounds             | No              | Sí              | No              | No              |                        | Comedy special                  |
| 2016–2017    | Lady Dynamite                             | No              | No              | No              | Sí              | Él mismo               | Dos episodios                   |
| 2016–2018    | Love                                      | Sí              | Sí              | Sí              | No              |                        | 34 episodios; también cocreador |
| 2017         | Chris Gethard: Career Suicide             | No              | Sí              | No              | No              |                        | Comedy special                  |
| 2017         | Jerry Seinfeld: Jerry Before Seinfeld     | No              | Sí              | No              | No              |                        | Comedy special                  |
| 2017         | Judd Apatow: The Return                   | No              | Sí              | Sí              | Sí              | Él mismo               | Comedy special                  |
| 2017–present | Crashing                                  | Sí              | Sí              | Sí              | No              |                        | 22 episodios                    |
| 2018         | Loudon Wainwright III: Surviving Twin     | No              | Sí              | No              | No              |                        | Music special                   |
| 2018         | Pete Holmes: Dirty Clean                  | No              | Sí              | No              | No              |                        | Comedy special                  |

## Libros
- (2010) Encontré esto divertido: Mis piezas favoritas de humor y algunas que pueden no ser divertidas en absoluto.  San Francisco: McSweeney's. ISBN 978-1934781906.
- (2015) Sick in the Head: Conversaciones sobre la vida y la comedia.  Nueva York: Random House. ISBN 978-0812997576 ISBN 978-0812997576.